# PEZY-SC
PEZY-SCはPEZY Computingが開発するメニーコアプロセッサである。
2020年に1チップで50TFlops達成予定とされていたPEZY-SC4は2024年現在でもリリースされていない。

## 概要
2014年PEZY ComputingがNEDOの助成を受けて開発した独自のMIMDアーキテクチャの1,024コアの低消費電力型メニーコアプロセッサである。2015年6月にはGreen500でPEZY-SCを搭載したシステムが1～3位を独占した。

## 第1世代 (PEZY-SC)
1モジュールあたりRISCプロセッサーを1024コア搭載する。倍精度浮動小数点数演算1.5TFLOPSの演算性能。

## 第2世代 (PEZY-SC2)
1モジュール当たり2048コア搭載。最大動作周波数は1GHz、理論性能は倍精度浮動小数点数で4.1TFLOPS、単精度浮動小数点数で8.2TFLOPS、半精度浮動小数点で16.4TFLOPS。メモリはDDR4×4で、バス幅は100GB/s、容量は128GB。外部インターフェイスはPCI Express 3.0/4.0 x16×2。制御用CPUとして、MIPS64R6(P6600)を6コア搭載。標準負荷時の消費電力は130Wとされている。
元々はDDR4の代わりにウルトラメモリ社の開発した高速な磁界結合積層メモリを接続しているはずだった。
2017年11月にはPEZY-SC2を搭載したスパコン「Gyoukou」がスパコンのランキングTOP500で4位となった。

## 第3世代 (PEZY-SC3)
1モジュール当たり4096コア搭載。最大動作周波数は1.5GHz、理論性能は倍精度浮動小数点数で19.66TFLOPS、単精度浮動小数点数で39.32TFLOPS、半精度浮動小数点で78.64TFLOPS。メモリはHBM2で1.23 TB/sまたはDDR4で51.2GB/s、制御用CPUとしてMIPS64R6(P6600)を6コア搭載。MOD-SC3H モジュールカードの仕様は、容量は64GB。外部インターフェイスはPCI Express 4.0 x16×3。最大消費電力は500Wとされている
2021年11月には、PEZY-SC2を搭載したスパコンZettaScaler3.0がスパコンのランキングTOP500で435位となった。2017年に発表された目標はエクサスケールであったが、僅か1.68PFと低性能しか実現できなかった。